# Wendischer Münzverein

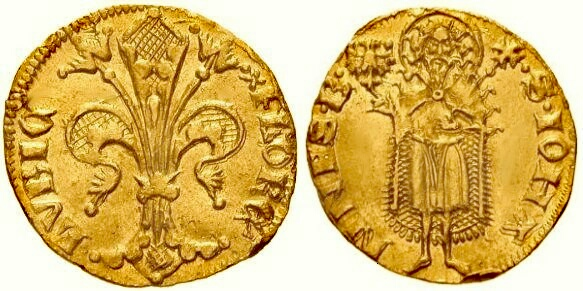
Lübecker Goldgulden von 1341

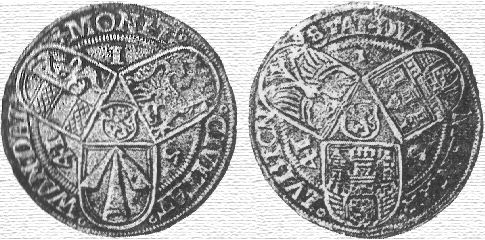
Wendentaler, Lüneburg, 1541

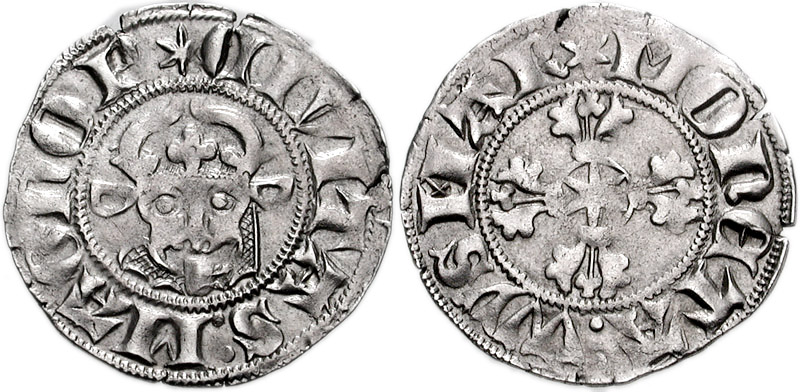
Witten, Wismar, nach 1379

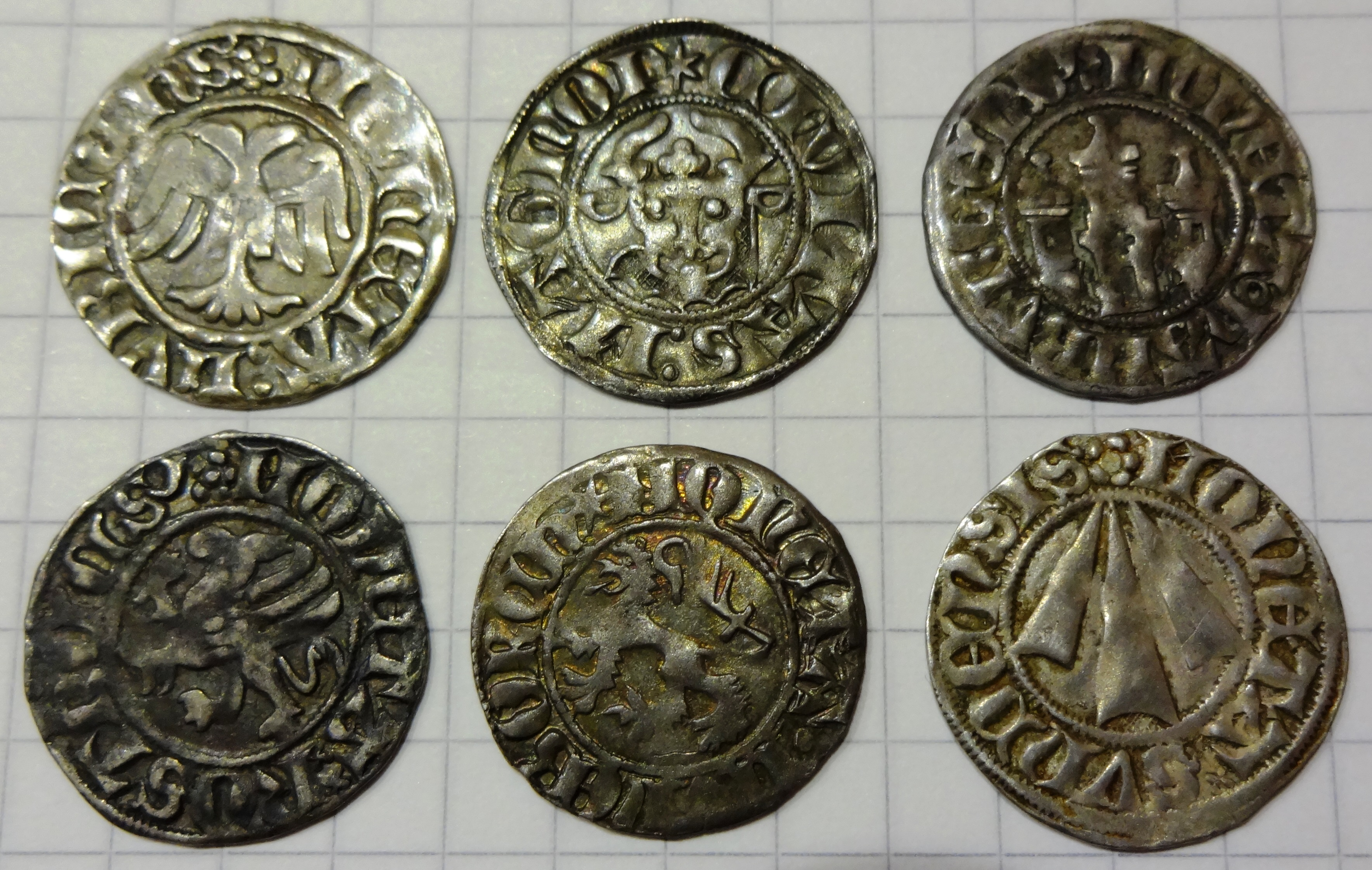
Witten aus: Lübeck, Wismar, Hamburg, Rostock, Lüneburg, Stralsund (14. Jh.)

Als Wendischer Münzverein bezeichnet man den vertraglichen Zusammenschluss norddeutscher Hansestädte von 1379 bis ins 16. Jahrhundert zum Zweck einheitlicher Münzregelungen.
Die daran beteiligten Städte waren hauptsächlich Lübeck, Hamburg, Wismar, Lüneburg und zeitweilig Rostock, Stralsund sowie Hannover. Grundlage war die Lübische Mark, von der von 1506 bis 1530 als Staatsmark bezeichnete Münzen geschlagen wurden. Weiterhin wurden etliche Münznominale mit Teilwerten der Lübischen Mark geprägt:
- Witten zu vier Pfennigen, Viertelwitten, Hohlpfennige,
- Dreilinge, Sechslinge, Blafferte sowie
- verschiedene Schillingmünzen.

Lüneburg prägte auch den so genannten Wendentaler, der ebenfalls Gültigkeit im Münzverein besaß.
Gemeinsames Zeichen auf den Münzen war ein sechsstrahliger Stern in der Mitte eines Kreuzes. Dieses Zeichen wurde in der Folgezeit von vielen Städten in Mecklenburg, Pommern und Holstein nachgeahmt, ohne dass diese dem Wendischen Münzverein angehörten.
Ein ähnlich funktionierender Münzbund war der Rheinische Münzverein.
Nach Erlass der Augsburger Reichsmünzordnung von 1566 und der Bildung des niedersächsischen Münzkreises akzeptierten auch die im Wendischen Münzverein zusammengeschlossenen Städte die Talerwährung. Der Münztag vom 7. Februar 1569 war wahrscheinlich der letzte des Wendischen Münzvereins. In den Kreisordnungen für das Münzwesen von 1568 und 1572 wurde nach den neuen Bestimmungen gemünzt, womit sich der Bund von selbst auflöste.